# Klušino
Klušino (in russo Клушино?; in bielorusso Клушына?, Klušyna; in polacco Kłuszyno) è un villaggio nell'oblast' di Smolensk. È situato sulla vecchia strada tra Vjaz'ma e Možajsk, non lontano da Gagarin.
È stata sede di una grande battaglia durante la guerra polacco-moscovita: la battaglia di Klušino (1610). Il paese è conosciuto anche come il luogo di nascita di Jurij Gagarin, il primo uomo ad effettuare un'orbita intorno alla Terra e ad iniziare così l'esplorazione del Cosmo. Vi è il museo Gagarin dedicato a Jurij Gagarin e alla sua famiglia.

## Storia
Fino al XVIII secolo il villaggio apparteneva al distretto di Možajsk del territorio di Mosca; dalla metà del XVIII secolo fu trasferito al distretto di Gžatsk dell'oblast' di Smolensk.
Nel periodo dei disordini dal 23 giugno al 24 giugno 1610, vicino al villaggio ci fu uno scontro, in seguito chiamato dagli storici battaglia di Klušino (1610), tra truppe polacche (6800 uomini) guidate da Stanisław Żółkiewski e truppe russe (30.000 uomini) sotto il comando del principe Dmitrij Šujskij; i russi potevano contare anche su 5000 mercenari. Nonostante la superiorità numerica, le truppe russe persero la battaglia e il villaggio fu saccheggiato e bruciato.
Nel 1812 il paese fu distrutto dall'esercito napoleonico. A metà del XIX secolo contava 901 abitanti. Nel 1904 contava 795 abitanti.
Nel 1941, il 12 ottobre il villaggio fu occupato e Jurij Gagarin, di appena sette anni, fu costretto a lasciare la sua casa, requisita da un ufficiale tedesco, ed a interrompere gli studi. La sua famiglia fu costretta a ricavarsi un'abitazione costruendo una piccola capanna di fango e ricoprendola con la torba. Il villaggio di Klušino rimase sotto occupazione nazista sino a che l'Armata Rossa non lo liberò, il 9 aprile 1943. La famiglia Gagarin visse nel villaggio sino al 24 maggio 1945, quando si trasferì nella vicina cittadina di Gžatsk.

## Galleria d'immagini della casa della famiglia Gagarin

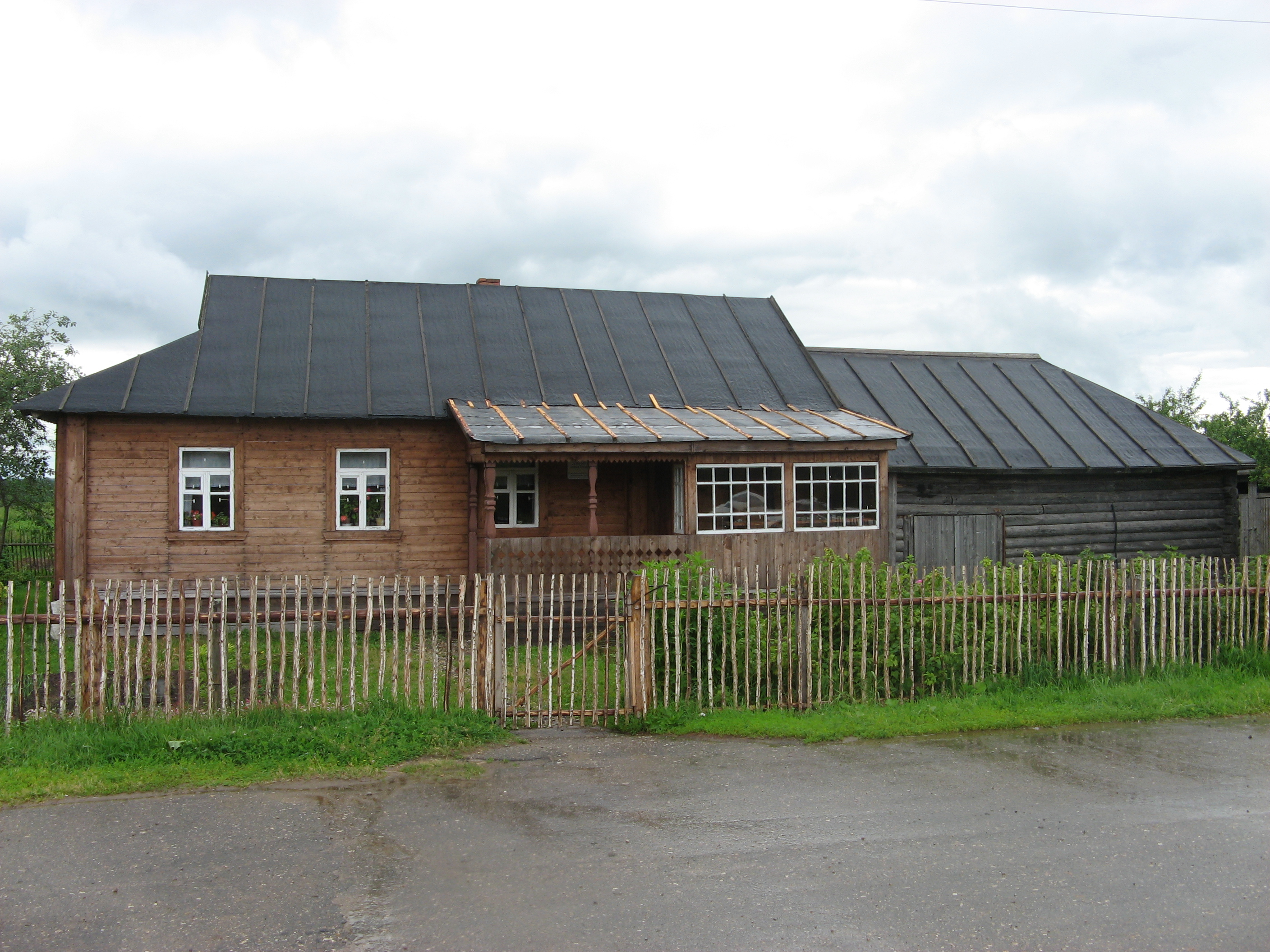
Ricostruzione della casa della famiglia Gagarin: esterno
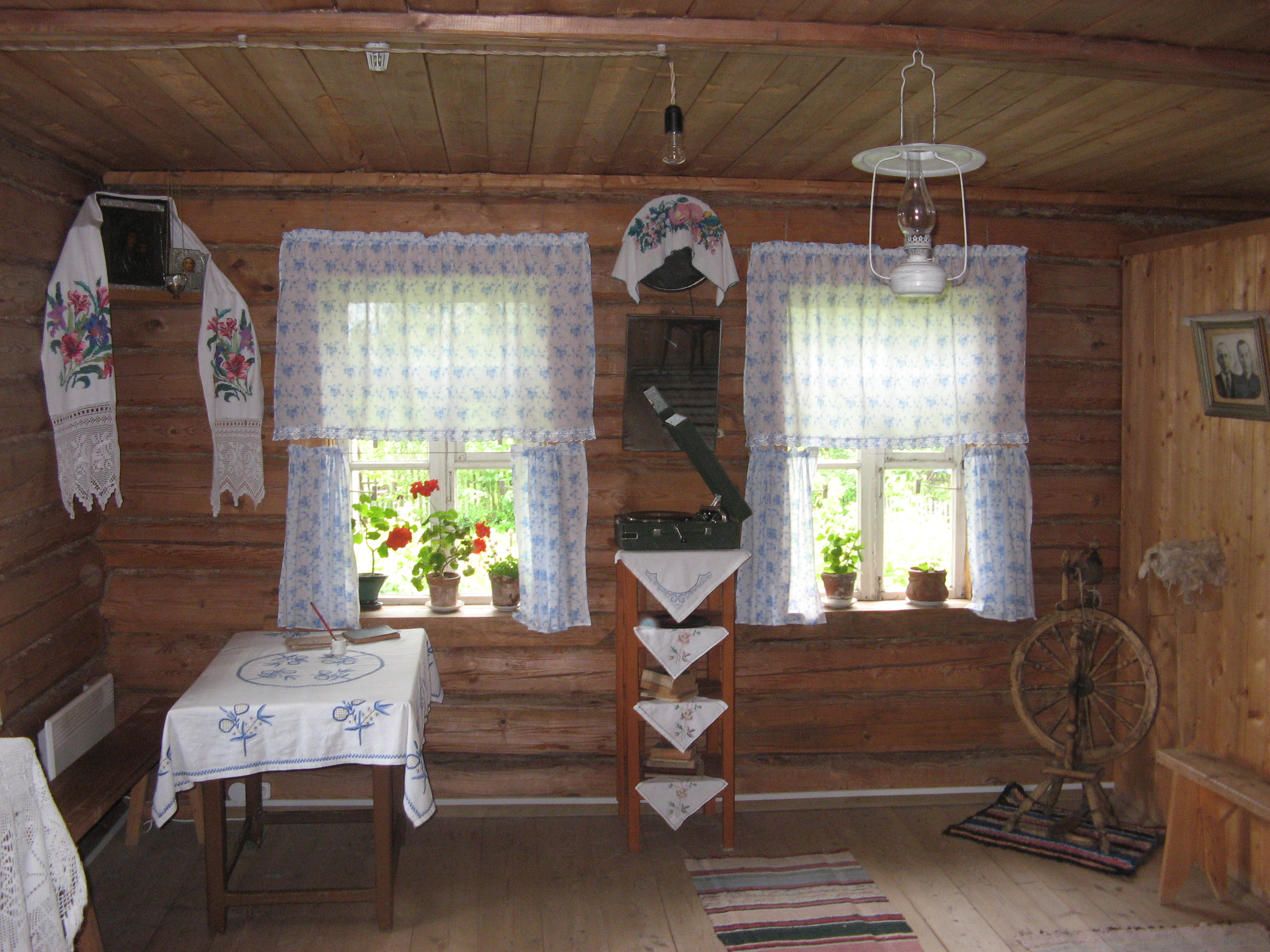
Ricostruzione della casa della famiglia Gagarin: soggiorno
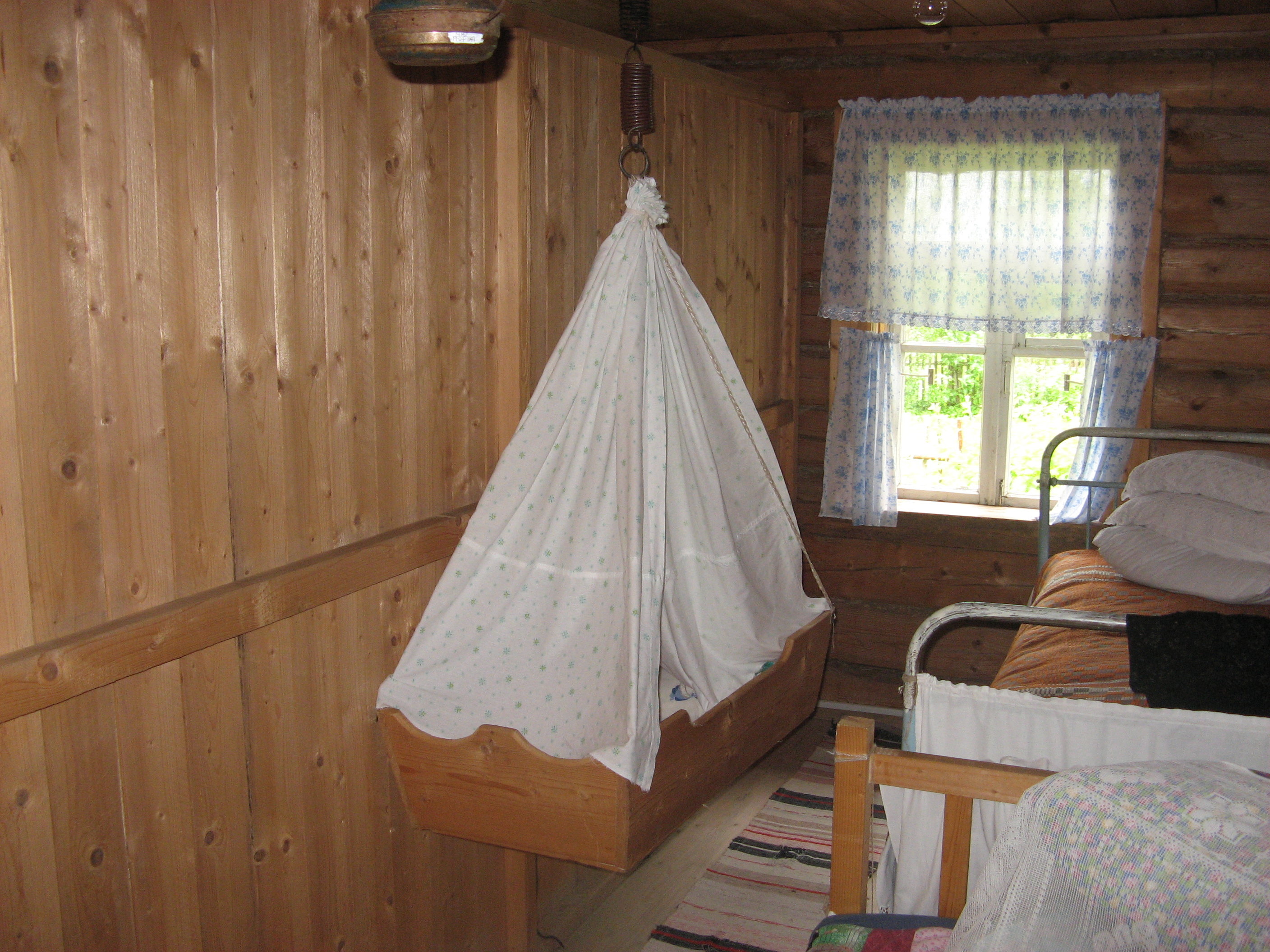
Ricostruzione della casa della famiglia Gagarin: una culla